# 着衣量
着衣量（ちゃくいりょう）とは着衣の熱抵抗のことで、単位はclo（クロ）である。
1cloとは気温21℃、相対湿度50％、気流0.1 m/sの室内で着席安静の状態にしている人が快適である熱抵抗である。なおこの際の皮膚の表面温度は、約33℃である。
一般的な背広は1cloである。（夏期0.6clo、冬期1.5clo）